# 74625 Tieproject
74625 Tieproject este un asteroid din centura principală de asteroizi.

## Descriere
74625 Tieproject este un asteroid din centura principală de asteroizi. A fost descoperit pe 10 septembrie 1999 la Campo Catino de Gianluca Masi și Franco Mallia. Asteroidul prezintă o orbită caracterizată de o semiaxă mare de 2,32 ua, o excentricitate de 0,25 și o înclinație de 3,8° în raport cu ecliptica.